# Levon Ter-Petrossian
Pour les articles homonymes, voir Petrossian.
Levon Ter-Petrossian (en arménien Լևոն Տեր-Պետրոսյան), né le 9 janvier 1945 à Alep en Syrie, est un homme d'État arménien, président de la république d'Arménie de 1991 à 1998. Chercheur au sein de l'Institut Matenadaran des Anciens Manuscrits, il dirigea le mouvement du Karabagh pour l'unification de la population arménienne du Haut-Karabagh avec l'Arménie en 1988. Après l'indépendance de l'Arménie de l'Union soviétique en 1991, Ter-Petrossian fut élu président en octobre 1991 avec un fort soutien populaire. Il dirigea le pays pendant la guerre du Haut-Karabagh avec l'Azerbaïdjan, durant laquelle l'armée arménienne a pris le contrôle du Karabakh et des régions avoisinantes.
Ter-Petrossian a été accusé d'avoir manipulé l'élection de 1996, poussant des milliers de gens à descendre dans la rue pour contester les résultats. Les manifestants étaient menés par son adversaire Vazgen Manoukian, ancien Premier ministre puis ministre de la Défense. Ter-Petrossian doit faire intervenir l’armée dans les rues d’Erevan pour se maintenir au pouvoir.
À la suite des désaccords avec des membres clés du gouvernement, notamment le ministre de la Défense Vazgen Sargsian et le Premier ministre Robert Kotcharian, Ter-Petrossian démissionne le 3 février 1998. Robert Kotcharian lui succède.
Depuis sa démission jusqu'en 2007, Ter-Petrossian fut inactif sur la scène politique, cependant, il fit un retour politique en septembre 2007 et se présenta pour la présidentielle de 2008. Il fut opposé à un ancien membre de son gouvernement, à l'époque Premier ministre, Serge Sargsian. Selon les résultats officiels, il a obtenu seulement 21,5 % du total des voix. Ter-Pétrossian proclama que les élections étaient truquées et appela des milliers de ses partisans à protester contre les allégations de fraude électorale et réclamer de nouvelles élections. Après une semaine de manifestations de masse, le gouvernement a utilisé la police et apparemment l'armée pour disperser ses partisans, entraînant la mort de dix personnes le 1er mars 2008.
Le 1er août 2008, Ter-Petrossian fonde le Congrès national arménien, qui comprend plus d'une douzaine de partis politiques et d'ONG. Étant le principal parti d'opposition en Arménie, le CNA était en dehors du parlement et très impliqué dans les émeutes contre le gouvernement de Serge Sargsian. Ils organisent des rassemblements de masse dans le sillage des printemps arabes, forçant le gouvernement a accorder plusieurs concessions politiques. Lors de l'élection de l'Assemblée nationale de 2012, le CNA remporte 7,1 % des votes populaires.

## Biographie
Ter-Petrossian est né à Alep, en Syrie, dans une famille qui a survécu au génocide arménien et prit part à la résistance de Musa Dagh. Sa famille émigre vers l'Arménie soviétique en 1946. En 1968, il est diplômé de la Faculté d'études orientales de l'université d’État d'Erevan. En 1972, il poursuit des études post-diplômes à l'université d’État Jdanov de Léningrad. Il reçoit en 1987 son doctorat de cette même université. De 1972 à 1978, Ter-Petrossian travailla en tant que chercheur junior à Institut de Littérature d'Arménie nommé d'après Manouk Abeghian. De 1978 à 1985, il occupe le poste de secrétaire des sciences à Matenadaran, nommé d'après Saint Mesrop Machtots. Depuis 1985, il travaille au Matenadaran en tant que chercheur sénior.
Il est marié à Lyudmila (née Pleskovskaya), avec qui il a un enfant, David et trois petits-enfants.

## Carrière scientifique
Ter-Petrossian parle couramment l'arménien, le russe, le français, l'anglais, l'allemand, l'arabe et quelques langues disparues (dont l'assyrien). Il est l'auteur de plus de 70 publications universitaires en arménien, russe et français. Il est membre de l'Union des écrivains arméniens, de la Société asiatique, de l'Académie Venice Mkhitarian et est récipiendaire d'un doctorat honorifique de l'université de La Verne, de l'université de Sofia, de la Sorbonne et de l'université de Strasbourg.

## Mouvement du Haut-Karabagh et indépendance de l'Arménie
Le Comité Karabagh fut créé le 19 mai 1988. Lévon Ter-Petrossian en devient bientôt leader de facto. Du 10 décembre 1988 au 31 mai 1989, il fut écroué à Matrosskaya Tishina en même temps que d'autres membres du Comité Karabagh. En 1989, Ter-Petrossian est élu membre du conseil du Mouvement national pan-arménien. Il devient un peu plus tard président de ce conseil. Le 27 aout, il est élu député au Soviet suprême de la RSS d'Arménie. Il fut réélu comme député le 20 mai 1990. Le 4 aout de la même année, il devient président du Conseil suprême de la république d'Arménie.

## Présidence: 1991-1998

### Premier mandat

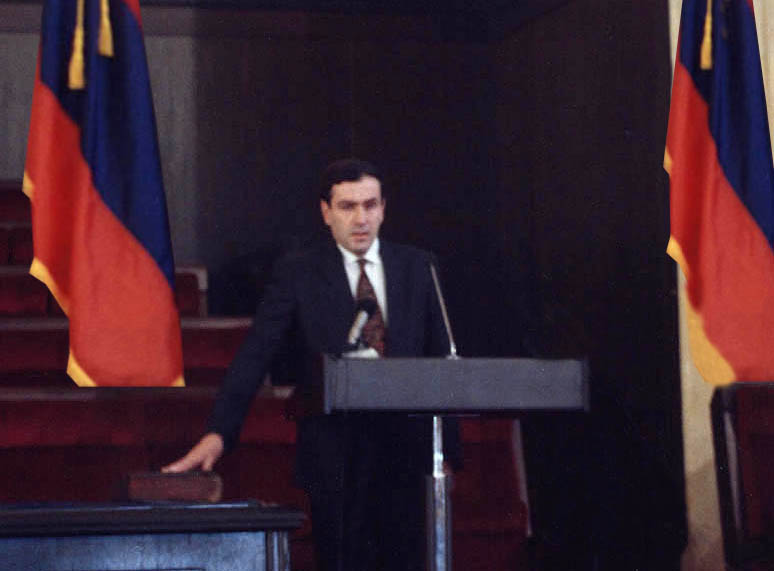
Prestation de serment de Ter-Petrossian, le 11 novembre 1991.

Ter-Petrossian fut élu populairement premier président de la nouvelle république d'Arménie le 16 octobre 1991 et réélu le 22 septembre 1996.

### Deuxième mandat
Sa réélection fut gâchée par des allégations de fraude électorale apportées par l'opposition et approuvées par de nombreux observateurs internationaux. Sa popularité se mit à décroître quand l'opposition commença à le blâmer sur le bourbier économique dans lequel se trouvait l'économie de l'Arménie post-soviétique. Il était également très impopulaire auprès d'un parti en particulier, la Fédération révolutionnaire arménienne, qu'il bannit et dont le leader fut écroué, sur la base que la tête pensante de ce parti était basée à l'étranger — ce qui est interdit par la constitution d'Arménie.

## Après la présidence

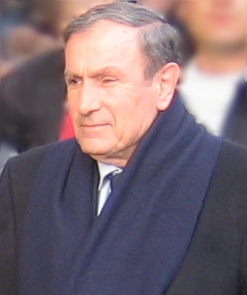
Levon Ter-Petrossian en 2008.

Il se représente à l'élection présidentielle de 2008 mais n'arrive qu'en seconde position, derrière Serge Sarkissian. Le 26 juillet 2018, peu après la révolution arménienne de 2018, Robert Kotcharian est accusé de « rupture de l'ordre constitutionnel », accusation pour laquelle il risque 15 ans de prison, pour des soupçons de fraudes électorales lors de l'élection présidentielle arménienne de 2008 en faveur de Serge Sarkissian. Il est arrêté le lendemain 27 juillet.
Candidat à l'élection municipale d'Erevan du 31 mai 2009, il est battu par la liste du Parti républicain d'Arménie de Gagik Beglarian, jusqu'alors maire intérimaire de la capitale arménienne.